# Hemicyon
A Hemicyon (szó szerint „félkutya”, a görög ἡμι- hēmi- (fél) + κύων kúōn (kutya) szavakból) a hemicyonin medvék egy kihalt nemzetsége. Az összes ma élő medveféle (Ursidae) közös ősének tartják.
A miacidoktól származó Hemicyon mintegy 12 millió évvel ezelőtt pusztult ki. 
Leginkább egy farkasra hasonlított, de nem csak kinézetében hanem viselkedésében is.
Falkában élt és hasonló táplálékra vadászott mint a ma élő szürke farkas (Canis lupus).
A hűvös helyeket kedvelte ahol más emlősökre vadászott, főleg szarvasfélékre, talán még bölény méretű állatokra is.  Először a falkavezér kezdett falatozni, aztán a kölykök és a meghagyott húst a falka alsóbb rendű tagjai ették meg, avagy „takarították el”. A színük feltehetően havas tájakhoz méltóan szürkés-fehéres lehetett. Egy alomban körülbelül 1-től a 6-ig változhatott a kölykök száma, de feltételezhetően akár a kölykök száma néhány alomban a 10-et is elérhette. A vemhességi idő 60–70 napig tarthatott. Azt feltételezik a tudósok, hogy talán a gyors éghajlatváltozás miatt pusztulhatott ki.[forrás?]

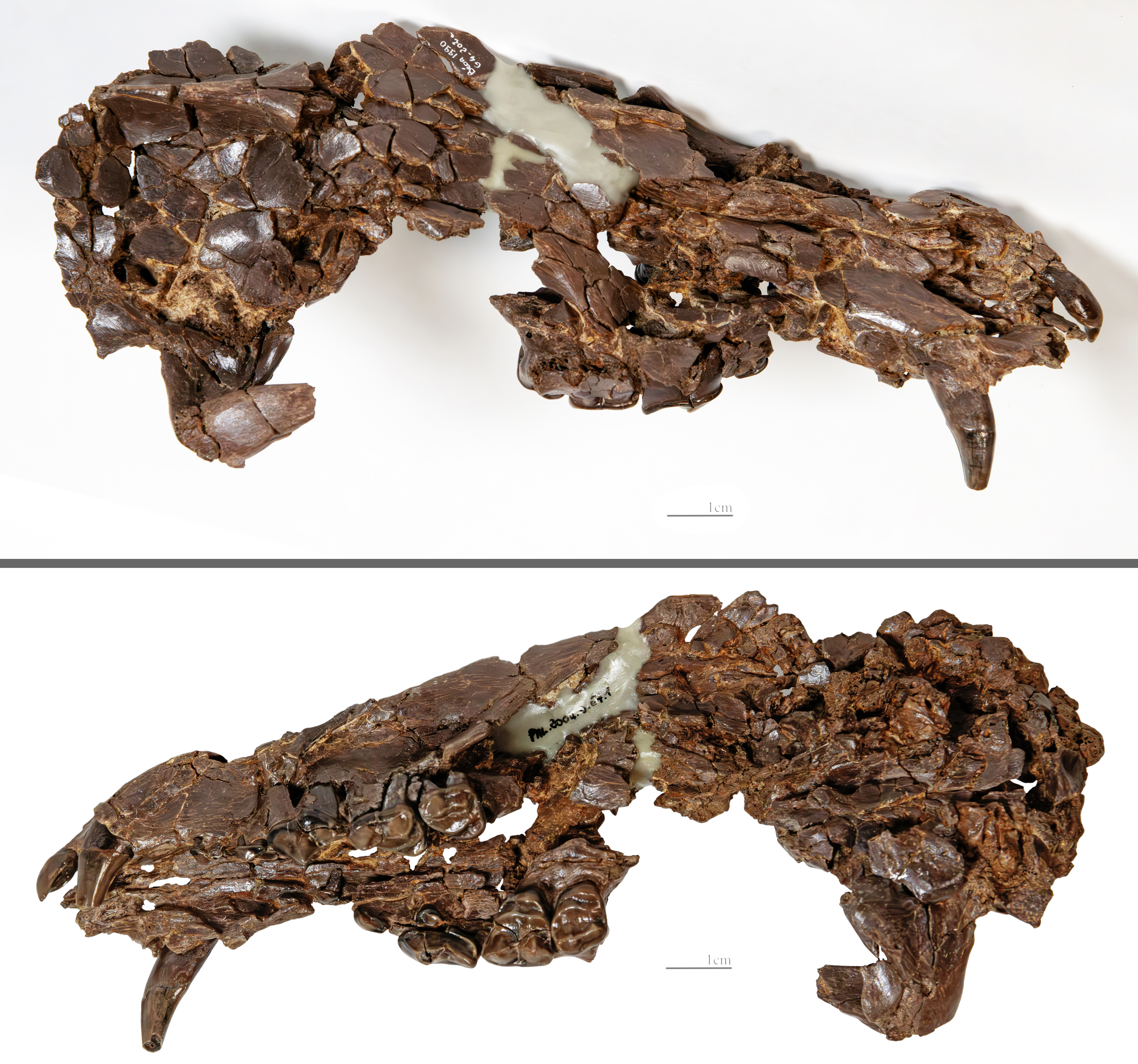
Koponya, Montréal-du-Gers, MHNT (Toulouse-i Természettudományi Múzeum)
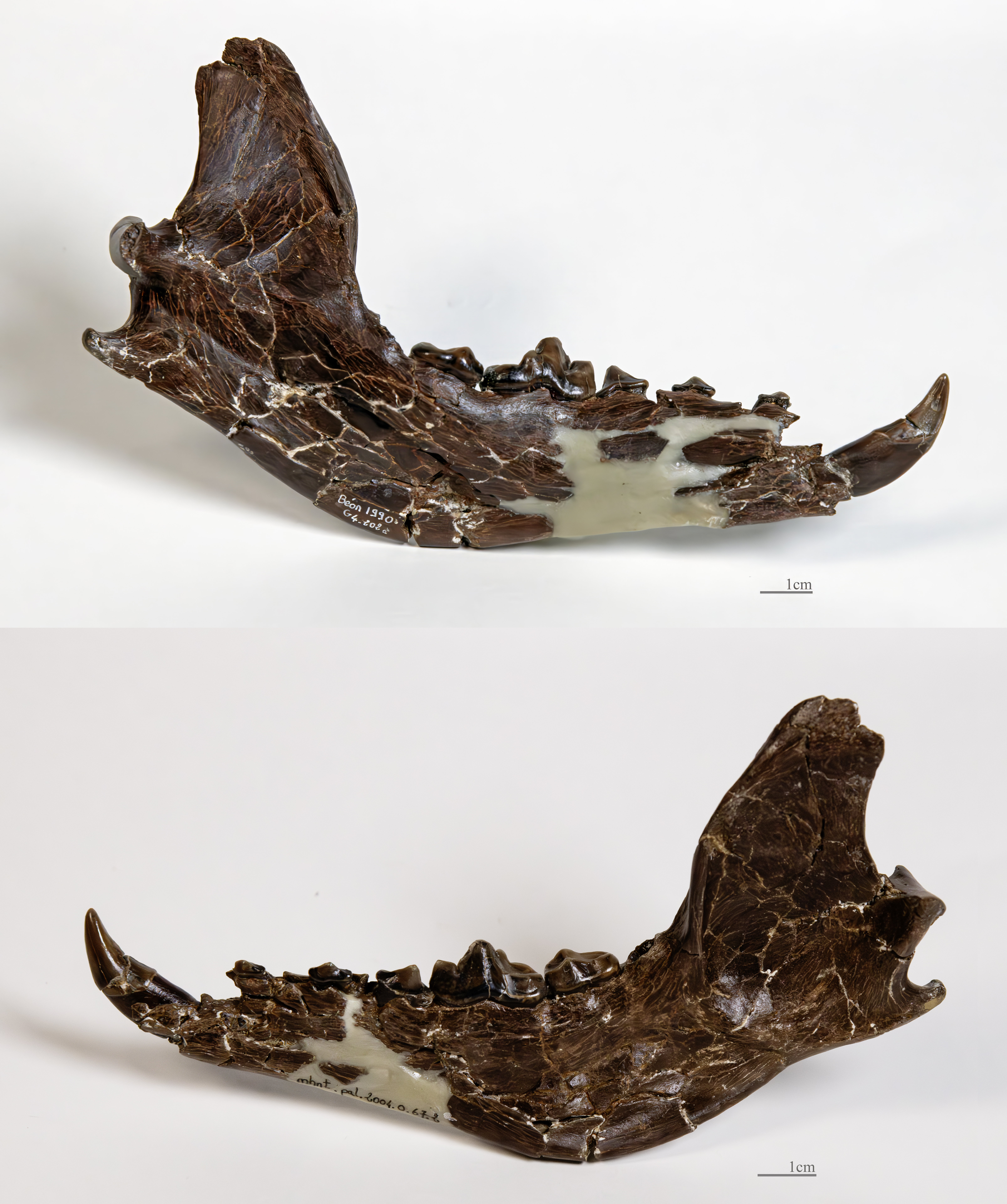
Hemi állkapocscsont, jobbról, Montréal-du-Gers, MHNT